# Chrysina sallaei
Chrysina sallaei är en skalbaggsart som beskrevs av Adolphe Boucard 1875. Chrysina sallaei ingår i släktet Chrysina och familjen Rutelidae. Inga underarter finns listade i Catalogue of Life.